# Hermann von Helmholtz
Hermann Ludwig Ferdinand von Helmholtz (Potsdam, 31 de agosto de 1821 — Charlottenburg, 8 de setembro de 1894) foi um matemático, médico e físico alemão.
Devotou sua vida à ciência, segundo a Enciclopédia Britannica de 1911. Foi considerado por ela um dos homens mais relevantes do século XIX.

## Biografia
Hermann Helmholtz era filho do chefe do ginásio de Potsdam, Ferdinand Helmholtz, o qual tinha estudado filologia e filosofia e era um amigo próximo do filósofo Immanuel Hermann Fichte, filho de Johann Gottlieb Fichte. O trabalho de Helmholtz seria profundamente influenciado pela filosofia de Fichte e Kant. Ele tentou encontrar provas empíricas das suas teorias, tal como na fisiologia.
Enquanto o jovem Helmholtz estava interessado na ciência natural, seu pai queria que ele estudasse medicina na Charité, pois na ocasião havia ajuda financeira para os estudantes de medicina.
Helmholtz escreveu sobre assuntos diversos, desde a idade da terra até a formação do sistema solar:
- na fisiologia e na psicologia fisiológica, contribuiu com teorias da visão, da percepção visual, percepção espacial, visão a cores, sensação de tom sonoro, percepção do som, etc
- na física, é conhecido pelas suas teorias da conservação da energia, trabalhos em eletrodinâmica, termodinâmica química e numa fundação mecânica para a termodinâmica
- na filosofia, é conhecido por sua filosofia da ciência, idéias sobre a relação entre as leis da percepção e as leis da natureza, sobre a estética e idéias sobre o poder civilizador da ciência

Foi o criador da teoria da Panspermia Cósmica.

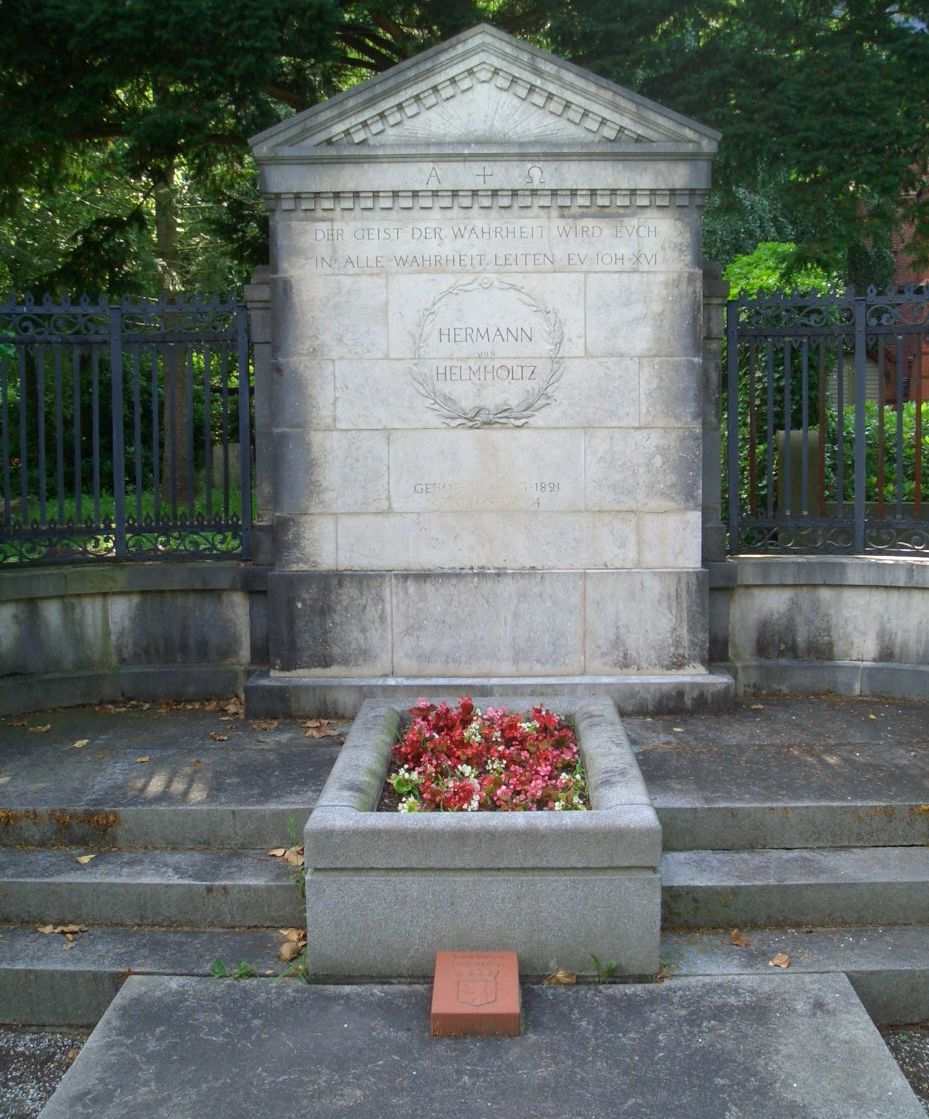
Sepultura de Helmholtz no Friedhof Wannsee, Lindenstraße

Sepultado no Friedhof Wannsee, Lindenstraße.

## Família
Helmholtz casou duas vezes. Sua primeira mulher Olga von Velten (1827–1859), filha de um médico, nasceu em 1849 em Dahlem, Berlim. Tiveram dois filhos:
- Richard von Helmholtz (1852–1934)
- Katharina (1850–1878), casou em 1872 com Wilhelm von Branca

Após a morte de sua primeira mulher casou em 1861 em Heidelberg com Anna von Mohl (1834–1899), filha de Robert von Mohl. Tiveram dois filhos e uma filha:
- Robert (1862–1889)
- Ellen (1864–1941), casou em 1884 com Arnold von Siemens (1853–1918)
- Friedrich Julius (1868–1901).

## Teoria da conservação da energia
Em 1847 Helmholtz publicou a monografia Über die Erhaltung der Kraft (Sobre a Conservação da Força), que se tornou clássica e o consagrou. Este foi escrito no contexto de seus estudos de medicina e conhecimentos filosóficos e com base nos princípios matemáticos e físicos por trás da conservação da energia. Essa teoria foi apresentada com uma rigorosa formulação matemática e demonstrou-se ser aplicável tanto aos fenômenos elétricos e eletromagnéticos, quanto aos choques dos corpos inelásticos e no corpo humano. Helmholtz descobriu o princípio da conservação de energia enquanto estudava o metabolismo muscular. Tentou provar que a energia não é perdida nos músculos em movimento, porque isso também significa que não existem “forças vitais” para mover um músculo. Ele mostrou que a hipótese de que o trabalho não pode ser produzido a partir do nada leva então a conservação de energia cinética. Helmholtz demonstrou que em várias situações em que a energia parecia ser perdida, na verdade é convertida em energia térmica. Isso acontece em colisões, os gases em expansão, contração muscular e outras. O conteúdo é designado pelo teorema das forças vivas, interpretado como a constância da soma da variação das vis viva e da “ soma de tensões”, logo, como a constância da soma da energia cinética e energia potencial em todos os processos físicos:
{\displaystyle 1/2mQ^{2}-1/2mq^{2}=\int _{r}^{R}\phi dr}.
Ao generalizar para um sistema com um número qualquer de pontos materiais obteve o princípio de conservação de energia:
{\displaystyle \sum [1/2m_{a}Q_{a}^{2}]-\sum [1/2m_{a}Q_{a}^{2}]=-\sum [\int _{r_{a}h}^{R_{a}h}\phi _{a}h\operatorname {d} \!r_{a}h}.

## Contribuições para física do corpo humano
As principais contribuições do médico, matemático e físico alemão relacionados à visão, são a invenção do "oftalmoscópio" em 1850 e o desenvolvimento da teoria tricromática de Thomas Young. Helmholtz inventou o oftalmoscópio, inicialmente batizado por ele de "Augenstegel" (espelho do olho). Este aparelho foi criado para uma observação mais "profunda" do olho humano, permitindo uma análise mais clara de suas estruturas e de seu nervo óptico. Na oftalmoscopia direta, através da pupila, é possível observar a Mácula lútea, a retina e os vasos sanguíneos e analisar a saúde da retina e do humor aquoso. Este aparelho se consistia em três placas planas de cristal em um equipamento banhado em prata para melhor iluminação do olho, mas, ao decorrer de anos, o aparelho foi incrementado e aperfeiçoado. Hermann também aperfeiçoou a teoria tricromática de Thomas Young. Essa teoria explica que o olho humano possui três receptores, cada qual mais sensível a um comprimento de onda, que representam as cores primárias: azul, vermelho e verde. Quando o olho é exposto a uma certa frequência de onda, cada receptor reage numa intensidade, e o cérebro interpreta como uma mistura das cores primárias, o que resulta na cor secundária vista pelo observador. Apesar desta teoria ser considerada "a base da óptica fisiológica" , ela não consegue explicar o motivo de haver certas cores que não coexistem entre si; quem conseguiu explicar melhor esse fenômeno foi o fisiologista alemão Ewald Hering (1834 - 1918) com sua teoria de oponência das cores. A partir dessa teoria, ele propôs que a sensação das cores vistas são resultados de uma análise cerebral das cores em pares opostos (verde-vermelho, azul-amarelo e branco-preto) e, com isso, explicou a não existência de cores "vermelhas esverdeadas" ou "amarelas azuladas" por exemplo. Por vários anos, ambas as teorias - a de oponência das cores e a tricromática - foram consideradas como contrárias, porém, em um de seus textos, Hering constatou a existência das teorias acima no sistema visual humano. Além disso, Helmholtz publicou, ainda, entre outros livros, "Handbuch der physiologischen Optik" (traduzido como: "Manual de óptica fisiológica") entre os anos de 1856 e 1867, onde explica e expões seus conhecimentos sobre a física e fisiologia óptica.
Em 1852, respondendo a um desafio feito por seu orientador Johannes Peter Müller, von Helmholtz propôs uma forma de medição da "velocidade do pensamento". Estimulando um nervo em pontos diferentes, mediu a diferença de tempo entre o estímulo e a contração do músculo ligado a ele.
Essa medição foi de grande importância e contribuiu para aprofundar os estudos na área de Bioeletricidade, pois pela primeira vez, um fenômeno imaterial e etéreo como uma transmissão nervosa - a qual antes era tratada como manifestação espiritual ou da alma - foi medido com precisão através da ajuda de instrumentos físicos. Sabia-se na época que a velocidade de um impulso nervoso dependia da espessura do nervo; quanto mais espesso, mais rápida seria a propagação do impulso. Ela dependia também da presença ou da ausência de uma camada de material gorduroso isolando o nervo. Dessa forma, utilizando-se de uma preparação relativamente simples, Helmholtz foi capaz de medir a velocidade de impulsos nervosos ao estimular o nervo motor e o músculo correspondente na perna de uma rã, registrando o intervalo entre a estimulação e as respostas e determinando que a mesma era de aproximadamente 27 m/s.

## Trabalhos
- Über die Erhaltung der Kraft (em alemão). Leipzig: Wilhelm Engelmann. 1889
- Vorlesungen über die elektromagnetische Theorie des Lichts (em alemão). Leipzig: Johann Ambrosius Barth. 1897
- Vorlesungen über die mathematischen Principien der Akustik (em alemão). Leipzig: Johann Ambrosius Barth. 1898
- Vorlesungen über die Dynamik discreter Massenpunkte (em alemão). Leipzig: Johann Ambrosius Barth. 1898
- Dynamik continuirlich verbreiteter Massen (em alemão). Leipzig: Johann Ambrosius Barth. 1902
- Vorlesungen über die Theorie der Wärme (em alemão). Leipzig: Johann Ambrosius Barth. 1903

### Trabalhos em inglês
- On the Conservation of Force (1847) HathiTrust
- Lehre von den Tonempfindungen als physiologische Grundlage für die Theorie der Musik (em francês). Paris: Masson. 1874
- Helmholtz, Herman (1876). «On the Limits of the Optical Capacity of the Microscope». Monthly Microscopical Journal. 16: 15–39. doi:10.1111/j.1365-2818.1876.tb05606.x
- Populäre wissenschaftliche Vorträge (em inglês). New York: Appleton. 1885
- On the Conservation of Force (1895) Introdução a uma série de palestras proferidas em Carlsruhe no inverno de 1862-1863, tradução para o inglês
- On the Sensations of Tone as a Physiological Basis for the Theory of Music (para download na Biblioteca Digital da Califórnia) Terceira edição da tradução em inglês, baseada na Quarta edição alemã de 1877, por Hermann von Helmholtz, Alexander John Ellis, publicado por Longmans, Green, 1895, 576 páginas
- On the Sensations of Tone as a Physiological Basis for the Theory of Music (para download no Google Books) Quarta edição, por Hermann von Helmholtz, Alexander John Ellis, publicado por Longmans, Green, 1912, 575 páginas
- Treatise on Physiological Optics (1910) três volumes. Tradução para o inglês pela Optical Society of America (1924–25).
- Popular lectures on scientific subjects (1885)
- Popular lectures on scientific subjects second series (1908)